# Matti Heikkinen
Matti Heikkinen (Kajaani, 19 de diciembre de 1983) es un deportista finlandés que compitió en esquí de fondo.
Ganó cuatro medallas en el Campeonato Mundial de Esquí Nórdico entre los años 2009 y 2017. Participó en tres Juegos Olímpicos de Invierno, entre los años 2010 y 2018, ocupando el quinto lugar en Vancouver 2010 y el sexto en Sochi 2014, en la prueba por relevos.

## Palmarés internacional
| Campeonato Mundial | Campeonato Mundial        | Campeonato Mundial | Campeonato Mundial |
| Año                | Lugar                     | Medalla            | Prueba             |
| ------------------ | ------------------------- | ------------------ | ------------------ |
| 2009               | Liberec (República Checa) | Medalla de bronce  | Relevo 4 × 10 km   |
| 2009               | Liberec (República Checa) | Medalla de bronce  | 15 km              |
| 2011               | Oslo (Noruega)            | Medalla de oro     | 15 km              |
| 2017               | Lahti (Finlandia)         | Medalla de bronce  | 50 km              |